# Rainer Hönisch
Rainer Hönisch (ur. 21 stycznia 1959) – niemiecki kolarz torowy reprezentujący NRD, brązowy medalista mistrzostw świata.

## Kariera
Największy sukces w karierze Rainer Hönisch osiągnął w 1978 roku, kiedy zdobył brązowy medal w wyścigu na 1 km podczas mistrzostw świata w Monachium. W zawodach tych wyprzedzili go jedynie jego rodak Lothar Thoms oraz Kanadyjczyk Jocelyn Lovell. Ponadto na rozgrywanych rok wcześniej mistrzostwach świata juniorów Hönisch zwyciężył na tym samym dystansie. Trzykrotnie zdobywał medale torowych mistrzostw kraju, ale nigdy nie wystartował na igrzyskach olimpijskich.